# صموئيل ديفيس ويلسون
صموئيل ديفيس ويلسون (بالإنجليزية: Samuel Davis Wilson)‏ هو سياسي أمريكي، ولد في 31 أغسطس 1881 في بوسطن في الولايات المتحدة، وتوفي في 19 أغسطس 1939 بسبب خثار. حزبياً، نشط في الحزب الجمهوري والحزب الديمقراطي.